# Nils Sterner
Nils Gustaf Svante Henry Sterner, född 25 augusti 1904 i Lilla Alby, död 15 november 1990 i Hedvig Eleonora församling, Stockholm, var en svensk arkitekt. Han ritade som chef för Stockholms stads fastighetskontor flera centrumanläggningar och förorter i Stockholms nybyggda områden efter andra världskriget och belönades med Samfundet S:t Eriks plakett för sina insatser för staden. Han var sedan 1936 gift med Elisabeth Edstam-Sterner.

## Liv och verk

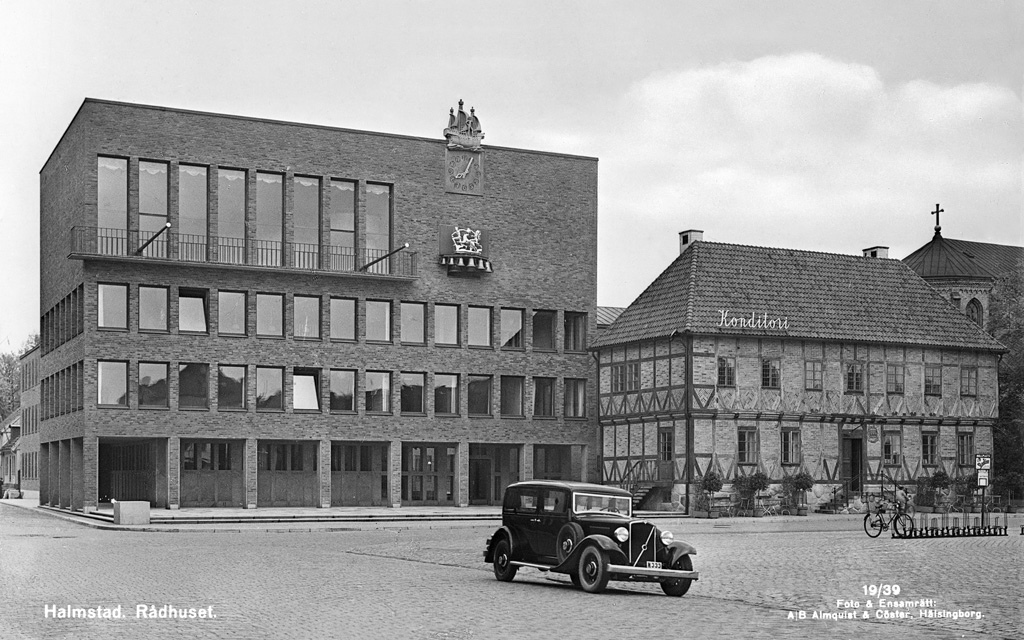
Halmstads rådhus, 1939.

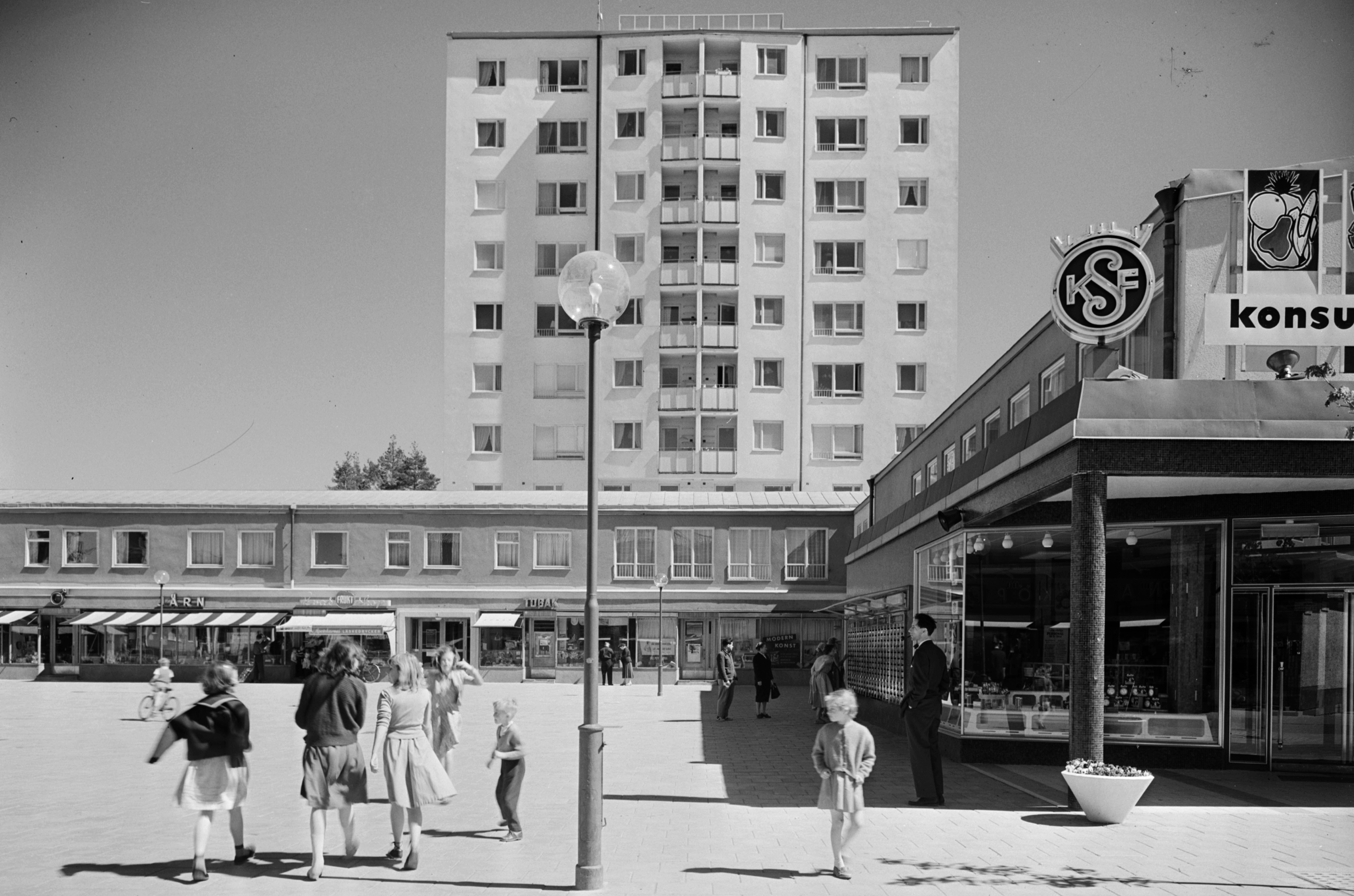
Bagarmossens centrum, 1950-tal.

Nils Sterner fick sin utbildning till arkitekt vid Kungliga Tekniska högskolan i Stockholm under åren 1925 till 1929 och vid Konsthögskolan mellan 1931 och 1933. Han var anställd hos flera mycket framstående arkitekter; Erik Lallerstedt (1929), Lars Israel Wahlman  (1929-1933), Carl Westman (1933-1934) och Paul Hedqvist (1934-1935). Därefter blev han stadsarkitekt i Sundbybergs stad (1935-1945) och mellan 1945 och 1966 var han chefsarkitekt vid Stockholms fastighetskontor. Vid sidan om drev han en egen verksamhet sedan 1935, och vann 1938 tillsammans Yngve Ahlbom arkitekttävlingen om Halmstads rådhus.
Till hans arbeten räknas stadsplan i Sundbybergs stad (1941) och ålderdomshemmet Östergården i Sundbyberg (1951). Som chefsarkitekt för Stockholms fastighetskontor stod han bland annat för Västertorps centrum, Bagarmossens centrum och radhusområdet Skönstaholm i Hökarängen. Nya polishuset mot Kungsholmsgatan skapade han åren 1954-1959 (tillsammans med N.Å. Carlberg) och 1962-1966 ritade han Tekniska nämndhusets stora tegelkomplex vid Fleminggatan i Stockholm (tillsammans med Carl-Olof Deurell).
År 1962 färdigställdes vattentornet Högdalsreservoaren i Fagersjö efter Sterners ritningar. Enligt Stockholms stadsmuseum har byggnaden idag "mycket stora miljöskapande och stadsbildmässiga värden med starkt expressiv arkitektur som framhäver funktionen och det använda materialet, formgjuten, omålad betong." Byggnaden är blåmärkt vilket anger bebyggelse vars kulturhistoriska värde motsvarar fordringarna för byggnadsminnen i kulturminneslagen.
Han deltog även som arkitekt i restaureringen av en lång rad historiska byggnader som ägdes av staden, bland annat Sturehov, Åkeshovs slott (1958), Hässelby slott (1961-1963), Örby slott, byggnad (1974-75) och Ulvsunda slott.
I boken “Levande stad” från 1959 formulerade Sterner sina tankar kring ytterstadens stadsbild och miljö. Han var anhängare av småskalig bebyggelse i Stockholms nya ytterområden. Han trodde varken på höghus eller på “förortsområden av amerikansk modell med enbart enfamiljshus”. Han förespråkade  en måttlig bebyggelse med flerfamiljshus i två, någon gång tre våningar omgivna av enfamiljshus och radhus. Det, menade han, skulle skapa en hälsosam, vänlig miljö som skulle främja familjesammanhållningen. Som exempel för denna filosofi i typisk folkhemsarkitektur nämnde han bland annat Stjärnhusen i Gröndal (av Backström & Reinius), förortsbebyggelsen i Kärrtorp och hans eget radhusområde Skönstaholm i Hökarängen.
Nils Sterner är begravd på Dalarö begravningsplats.

## Arbeten i urval

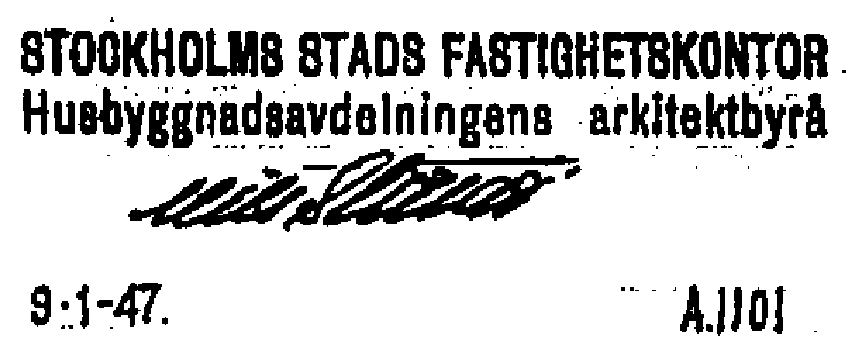
Sterners signatur 1947.

- Tekniska nämndhuset, Stockholm
- Halmstads rådhus
- Bagarmossens centrum
- Västertorps centrum
- Blackeberg
- Skönstaholm
- Hökarängen
- Pensionärshemmet Eken

## Byggnader i urval

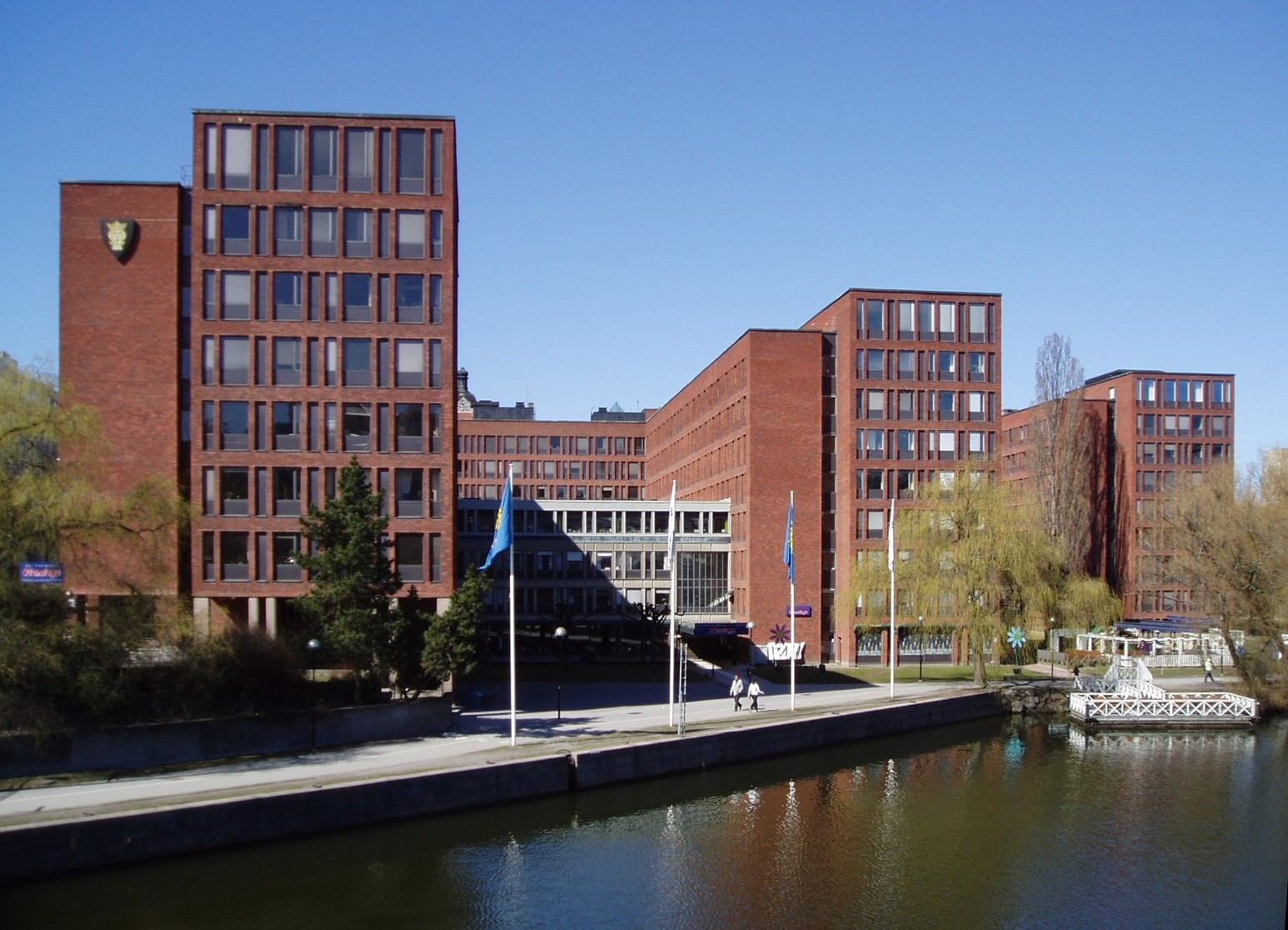
Tekniska nämndhuset, Stockholm
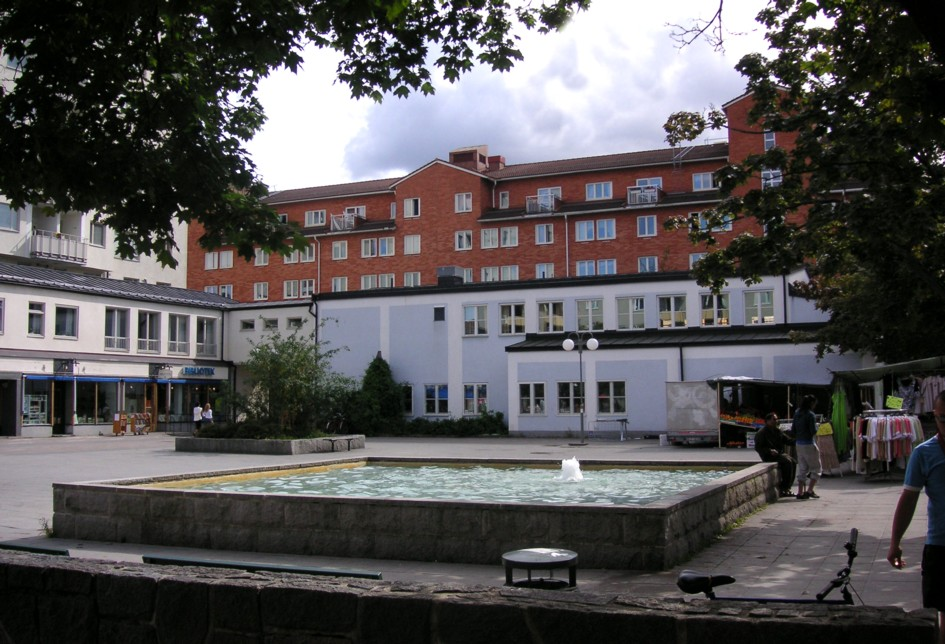
Bagarmossens centrum
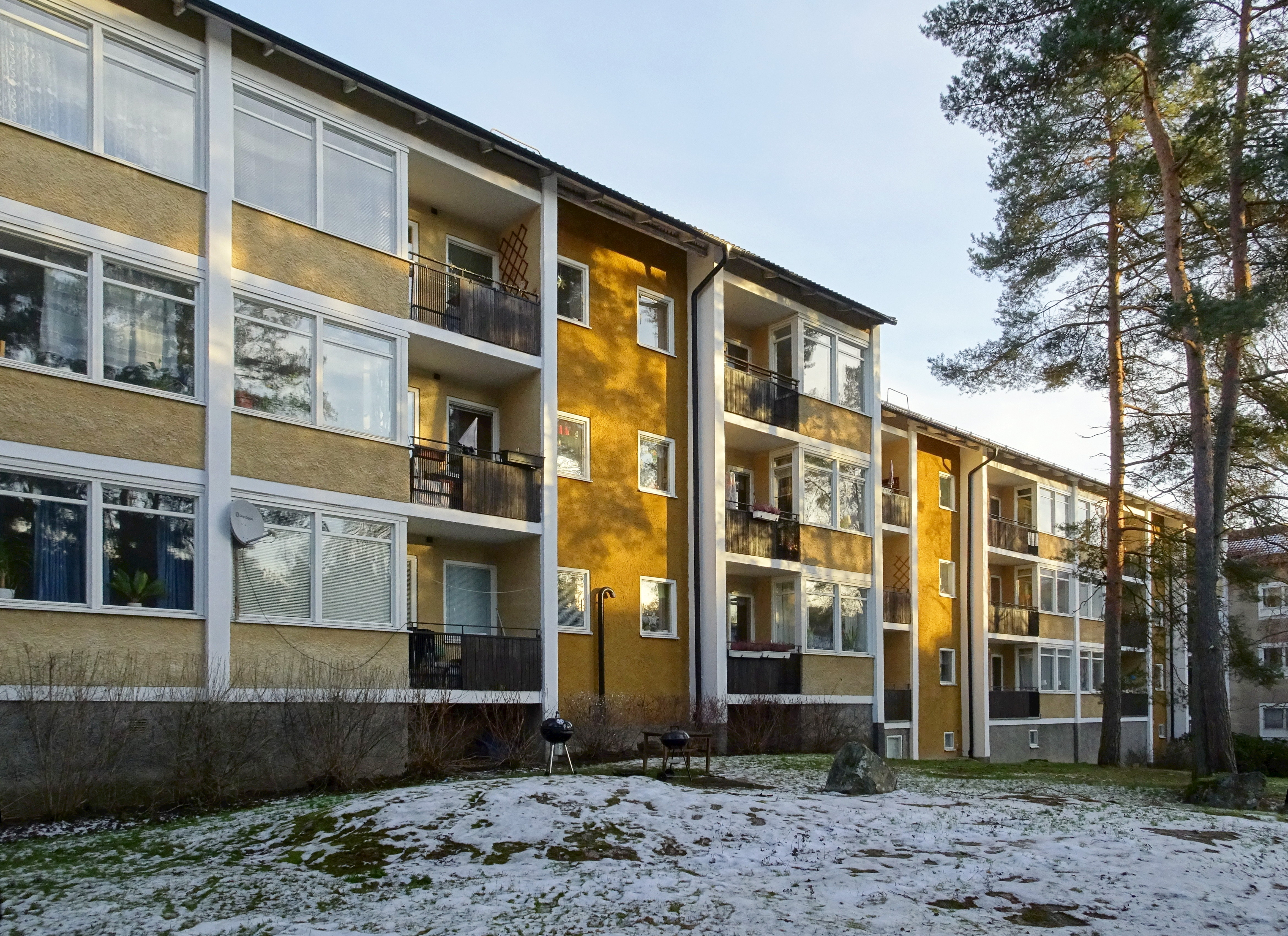
Blackeberg
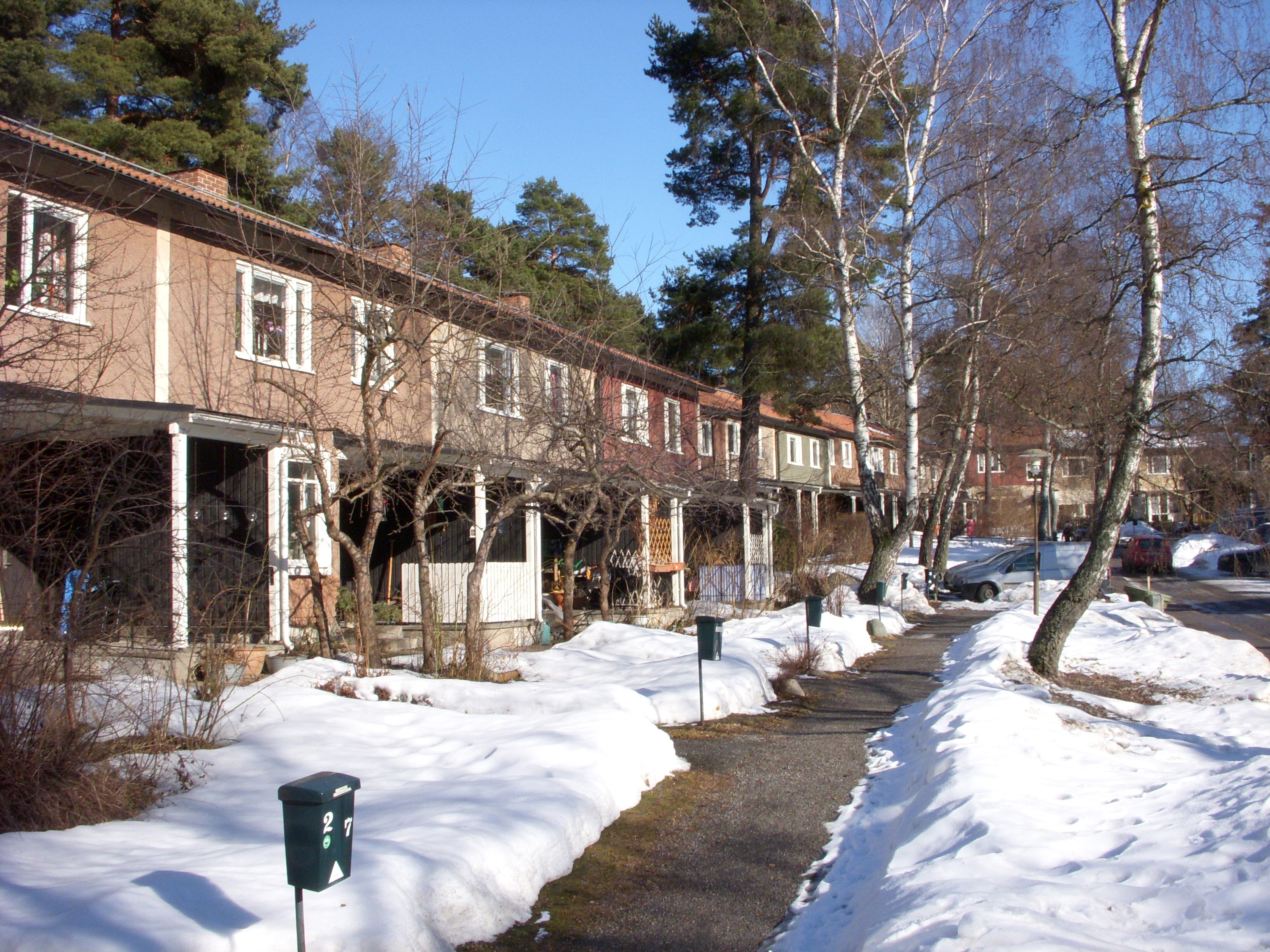
Skönstaholm
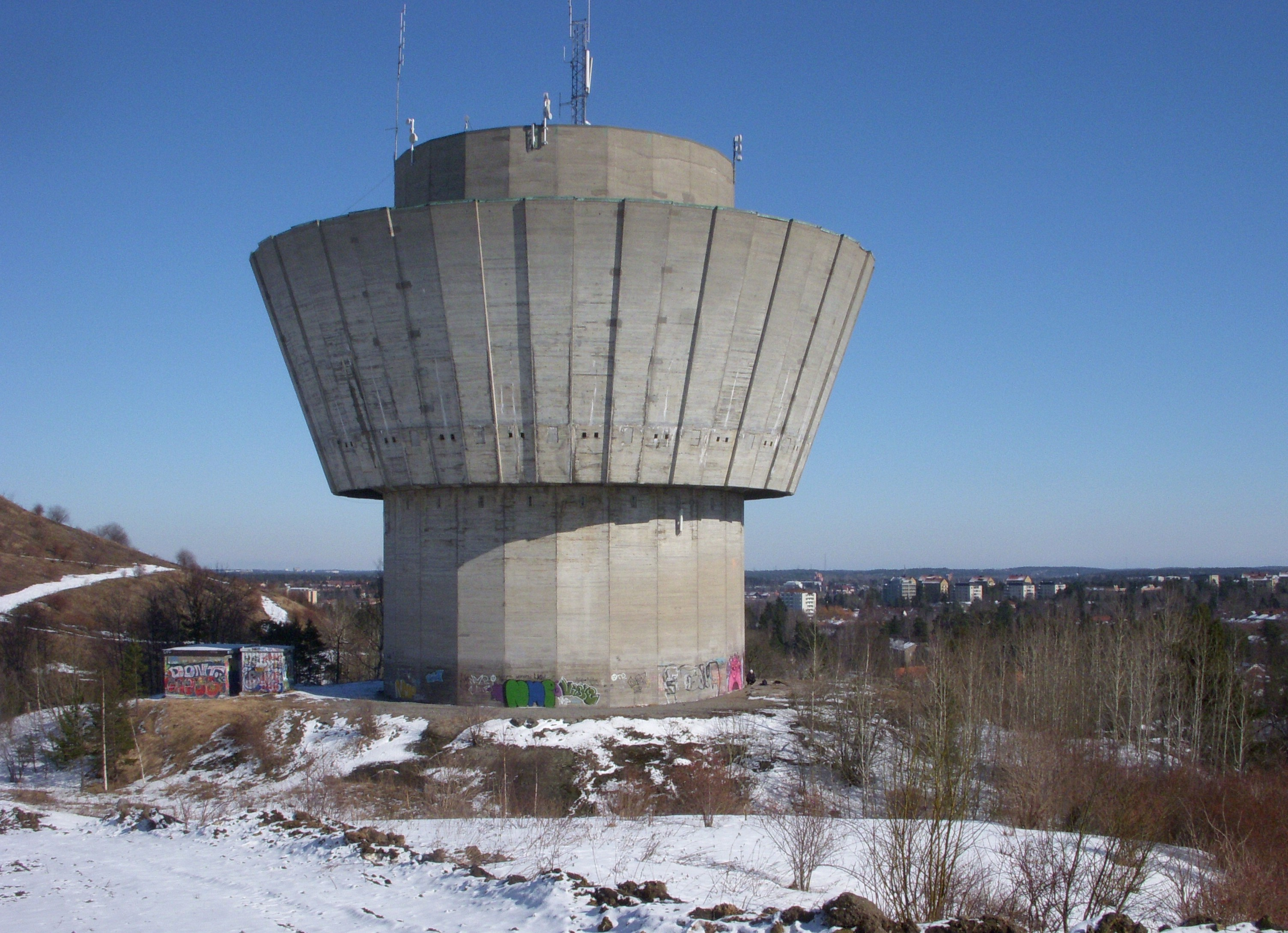
Högdalsreservoaren